# Пони бегает по кругу
«Пони бегает по кругу» — советский рисованный мультфильм, созданный режиссёром Львом Атамановым в 1974 году.

## Сюжет
В зоопарке жил маленький пони, который катал детей и мечтал участвовать в военном параде. Однажды в зоопарк пришёл старый генерал и решил покататься на пони. Во время катания генерал вспомнил своё детство и представил себя маленьким мальчиком. А пони понял, что его работа — дарить радость не только детям, но и взрослым, и то, что он делает, не менее важно, чем участие в парадах.
В фильме звучит песня в исполнении Елены Камбуровой.
Сам сюжет мультфильма во многом совпадает с сюжетом другой песни, которую исполняли Татьяна и Сергей Никитины (к ней также отсылает название фильма):
Пони девочек катает, пони мальчиков катает,

Пони бегает по кругу и в уме круги считает.

А на площадь вышли кони, вышли кони на парад,

Вышел в огненной попоне конь по имени Пират.

## Создатели
| автор сценария            | Юнна Мориц |
| режиссёр                  | Лев Атаманов                                                                                                  |
| художник-постановщик      | Гражина Брашишките                                                                                            |
| оператор                  | Михаил Друян                                                                                                  |
| композитор                | Евгений Ботяров                                                                                               |
| звукооператор             | Георгий Мартынюк                                                                                              |
| редактор                  | Раиса Фричинская                                                                                              |
| монтажёр                  | Маргарита Михеева                                                                                             |
| ассистенты                | Лидия Никитина, Нина Николаева                                                                                |
| xудожник-декоратор        | Ирина Светлица                                                                                                |
| поёт                      | Елена Камбурова                                                                                               |
| директор картины          | Фёдор Иванов                                                                                                  |
| художники-мультипликаторы | Виолетта Колесникова, Наталия Богомолова, Александр Давыдов, Игорь Подгорский, Александр Мазаев, Олег Комаров |

## Награды
- 1975 — VIII Всесоюзный кинофестиваль в Кишинёве — 1-я премия программе студии «Союзмультфильм», в которую входили: «Пони бегает по кругу», «Веселая карусель № 6», «Ваня Датский», «Дарю тебе звезду», «Цапля и журавль», «Ну, погоди! (выпуск 8)».[1]

## Отзывы
Отрывок из статьи Льва Атаманова «Люблю свои сказки. Правда, потом я отошёл от них, но не потому, что разлюбил, а просто захотелось попробовать ещё что-то новое»:
Пожалуй, сегодня я могу сказать, что наиболее близкими, наиболее точными с точки зрения мультипликационной специфики кажутся мне «Пастушка и трубочист», «Балерина на корабле», «Пони бегает по кругу». Сказки, в которых обыгрывается их сказочная условность, — поэтичные, эмоциональные, философские. Маленький пони мечтает стать боевым конём и блеснуть на военном параде, а старый генерал представляет, как он на минуточку вернулся в своё детство, но и то и другое лишь пригрезилось им, и пони понимает, что должен вернуться в зоопарк, а генерал должен осознать грустный факт: прошлое не вернуть. Это тоже немножко философия.
«Наши мультфильмы» Интеррос 2006, ISBN 5-91105-007-2.